# Monnai
Monnai foi uma comuna francesa na região administrativa da Normandia, no departamento Orne. Estendia-se por uma área de 15,13 km². Em 2010 a comuna tinha 226 habitantes (densidade: 14,9 hab./km²).
Em 1 de janeiro de 2016, passou a formar parte da nova comuna de La Ferté-en-Ouche.